# 343158 Marsyas
343158 Marsyas è un asteroide della fascia principale. Scoperto nel 2009, presenta un'orbita caratterizzata da un semiasse maggiore pari a 2,5271024 au e da un'eccentricità di 0,8066689, inclinata di 154,37112° rispetto all'eclittica.